# Yang Xiaolei
Yang Xiaolei (28 de junho de 2000) é uma arqueira profissional chinesa.

## Carreira
Nos Jogos Olímpicos de Verão de 2024, ela conquistou a medalha de prata por equipe com An Qixuan e Li Jiaman. Antes, ela já havia participado dos Jogos de 2020, mas não obteve medalhas.